# Canadair CL-84
El Canadair CL-84 Dynavert fue un avión experimental diseñado y construido por el fabricante aeronáutico canadiense Canadair, que sirvió como base para la investigación de las cualidades de despegue y aterrizaje vertical en una aeronave de alas basculantes. Solo se llegaron a construir cuatro prototipos del CL-84, de los cuales tres se emplearon en pruebas de vuelo. A pesar de que las pruebas demostraron las buenas cualidades del modelo, no se llegó a realizar ningún pedido en serie, siendo retirado en el año 1974.

## Especificaciones (CL-84)
Referencia datos: Jane's All The World's Aircraft 1971–72

### Características generales
- Tripulación: 2 pilotos
- Longitud: 14,4 m (47,3 ft)
- Envergadura: 10,2 m (33,3 ft)
- Altura: 4,3 m (14,2 ft)
- Perfil alar: NACA 633-418
- Peso vacío: 3827 kg (8434,7 lb)
- Peso máximo al despegue: 5715 kg (12 595,9 lb)
- Planta motriz: 2× turboeje Lycoming T53.
  - Potencia: 1119 kW (1543 HP; 1522 CV) cada uno.

### Rendimiento
- Velocidad nunca excedida (Vne): 517 km/h (321 MPH; 279 kt)
- Velocidad crucero (Vc): 497 km/h (309 MPH; 268 kt)
- Radio de acción: 547 m (1795 ft)

### Aeronaves similares
- Hiller X-18
- LTV XC-142
- Vertol VZ-2

### Secuencias de designación
- Aviones turboeje y turbohélice de Canadair: CL-84 · CL-215 · CL-415